# Gabriele Cena
Gabriele Cena (Chivasso, 1907 – Roma, 1992) è stato un pittore italiano.

## Biografia
Dopo aver frequentato i primi studi a Chivasso proseguì all'Accademia Albertina di Belle Arti di Torino (1926-1928), e all'Accademia nazionale di San Luca (1928-1930) e poi l'Accademia di belle arti di Roma (1931-1933), dove successivamente insegnò pittura dal 1941 al 1972.
A Chivasso, in occasione di una sua esposizione personale nel 1937, sintetizzò la sua arte con la frase "dal mondo della mia lontananza". A Roma visse in una casa posta sulle rive del Tevere dove c'era anche il suo atelier.
Iniziò a dipingere ispirandosi alle opere classiche esposte alla Galleria Sabauda di Torino. A testimonianza di questi studi esiste una riproduzione di un particolare della Madonna con il Bambino di Andrea Mantegna. Successivamente iniziò con esperienze tardo-futuriste, cubiste e astratte dove si registra il periodo più prolifico. Utilizzò tecniche di olio su legno e su tela. Il periodo astrattista è caratterizzato da un uso di pochi colori.
Fu anche l'affrescatore della chiesa Parrocchiale di Claviére.

## Opere e mostre
Le sue opere figurano:
- alla Galleria d'Arte Moderna a Roma.
- al Kulturministerium Baden Wurtberg in Germania.

Ha partecipato a numerose esposizioni collettive, tra cui quattro edizioni della Quadriennale di Roma:
- II Quadriennale nazionale d'arte di Roma (febbraio - luglio, 1935)
- III Quadriennale nazionale d'arte di Roma (febbraio - luglio, 1939)
- IV Quadriennale nazionale d'arte di Roma (maggio - luglio, 1943)
- V Quadriennale nazionale d'arte di Roma, ribattezzata Rassegna nazionale delle arti figurative, Galleria nazionale d'arte moderna (marzo - maggio, 1948)
- Tutte le Esposizioni del sindacato del Lazio e di Roma, intersindacali di Firenze, Napoli, Milano e Torino (dal 1931 al 1940)

Tra le sue esposizioni personali:
- Italienisches Kulturzentrum Dante Gesellschaft a Stoccarda (1957)
- Gallerie Senatore a Stoccarda (1959 e 1961)
- Galleria Guy Doreskens a Anversa (1962)
- Galleria am Dom a Francoforte (1962)